# Ranunculus tanguticus
Ranunculus tanguticus är en ranunkelväxtart som först beskrevs av Carl Maximowicz, och fick sitt nu gällande namn av Pavel Nikolaevich Ovczinnikov. Ranunculus tanguticus ingår i släktet ranunkler, och familjen ranunkelväxter.

## Underarter
Arten delas in i följande underarter:
- R. t. dasycarpus
- R. t. xinglongshanicus